# كومكاست
كومكاست كوربوريشن  (بالإنجليزية: Comcast Corporation)‏ (المسجلة سابقًا باسم «كومكاست هولدنكز» (بالإنجليزية: Comcast Holdings)‏) هي شركة متكتلة أميركية في مجال الاتصالات عن بعد، تعمل على نطاق عالمي وتعتبر أكبر شركة للبث اللاسلكي والتلفزيون الكبلي في العالم حسب الإيرادات (بفضل شركتها أكسفينتي). كما إنها ثاني أكبر شركة لخدمة التلفاز الخاصة بعد إيه تي آند تي، وأكبر مزود خدمة الإنترنت في الولايات المتحدة وثالث أكبر شركة للهاتف المنزلي في البلاد. تخدم كومكاست زبناء منزليين وتجاريين في 40 ولاية أمريكية وفي واشنطن العاصمة. مقر الشركة في فيلادلفيا، بنسيلفانيا. وكصاحبة شركة إن بي سي العالمية الدولية للإعلام منذ 2011، فكومكاست تنتج الأفلام الطويلة وبرامج التلفاز للعرض في السينما والبث اللاسلكي والكبلي.
تمتلك كومكاست وتدير شركة إكسفينيتي لاتصالات الكابلات السكنية، ومزود الخدمات التجارية كومكاست بيزنس، وإكسفينيتي موبايل، ومشغل شبكة محمول افتراضية من فيرايزون للاتصالات، وقنوات شبكة البث الوطنية عبر الأثير (هيئة الإذاعة الوطنية وتيليموندو وتيلي سيتوس وكوزي تي في)، وقنوات الكابل التلفزيونية المدفوعة (بما في ذلك مايكروسوفت هيئة الإذاعة الوطنية وقناة وأخبار المستهلك والأعمال وشبكة الولايات المتحدة وقناة الخيال العلمي وهيئة الإذاعة الوطنية شبكة الرياضة وأكسجين وبرافو وتلفاز الترفيه وغيرها)، استوديو الأفلام استوديوهات يونيفرسال، وخدمة بث الفيديو حسب الطلب الطاووس، واستوديوهات الرسوم المتحركة (دريم ووركس أنيميشن وإليمونيشن للترفيه واستوديوهات يونيفرسال للرسوم المتحركة) ومنتزهات ومنتجعات يونيفرسال. كما أن لديها مقتنيات كبيرة في التوزيع الرقمي مثل المنصة التي استحوذت عليها في عام 2006، وشركة تكنولوجيا الإعلانات FreeWheel، التي استحوذت عليها في عام 2014. منذ أكتوبر 2018 أصبحت أيضًا الشركة الأم لمجموعة سكاي لوسائل الإعلام في أوروبا مما يجعلها أكبر شركة إعلامية بأكثر من 53 مليون مشترك في الولايات المتحدة وأوروبا.
تعرضت كومكاست للانتقادات لعدة الأسباب؛ حيث غالبًا ما يكون رضا عملائها من بين أدنى المعدلات في صناعة الكابلات. بالإضافة إلى ذلك انتهكت كومكاست ممارسات حياد الإنترنت في الماضي، وعلى الرغم من التزامها بتعريف ضيق لحياد الإنترنت، يدافع النقاد عن تعريف يمنع أي تمييز بين خدمات الشبكة الخاصة بكومكاست وبقية الإنترنت. يشير النقاد أيضًا إلى عدم وجود منافسة في معظم مناطق خدمة كومكاست؛ هناك منافسة محدودة بين مزودي الكابلات. علاوة على ذلك ونظرًا لقوة كومكاست التفاوضية كمزود خدمة إنترنت كبير يشكك البعض في أنها يمكن أن تستفيد من اتفاقيات التناظر المدفوعة للتأثير بشكل غير عادل على سرعات اتصال المستخدم النهائي. أثارت ملكيتها لكل من قسم إنتاج المحتوى (في إن بي سي العالمية) وقسم توزيع المحتوى (كمزود خدمة إنترنت) مخاوف بشأن مكافحة الاحتكار. أدت هذه القضايا بالإضافة إلى قضايا أخرى إلى أن أطلق عليها لقب «أسوأ شركة في أمريكا» من قبل مجلة المستهلك في عامي 2010 و 2014.